# DramaGods
I DramaGods (precedentemente noti come Population 1) sono un gruppo musicale rock statunitense guidato dal chitarrista degli Extreme Nuno Bettencourt.

## Storia
La band iniziò originariamente quando Bettencourt pubblicò l'album Population 1 nel 2002 (alla fine del 2001 in Giappone); per l'album registrò tutti gli strumenti sulla maggior parte delle tracce. Quando decise di andare in tour per sostenere l'album, formò una band itinerante con Joe Pessia alla chitarra ritmica, Steve Ferlazzo alle tastiere e voci di back-up, Philip Bynoe al basso e Kevin Figueiredo alla batteria. Più tardi Phil se ne andò e Joe assunse il ruolo di bassista. Nel 2004, mentre erano ancora sotto il nome di Population 1, pubblicarono un EP intitolato Sessions from Room 4.
Nel 2005, a causa di problemi legali, Bettencourt lasciò il nome Population 1 e lo cambiò in DramaGods con la stessa formazione.
DramaGods ha pubblicato il loro debutto Love nel dicembre 2005. All'inizio del 2006, la band ha reso disponibile il loro disco come download digitale su iTunes.
La band è stata in tournée in Giappone, dove sono apparsi all'Udo Music Festival insieme a KISS, Santana, Jeff Beck, The Doobie Brothers, Alice in Chains, The Pretenders, Ben Folds Five e altri nel luglio 2006 poco dopo che Bettencourt ha preso parte ad un tour di reunion di tre date con Extreme in New England.
Nell'autunno del 2006, DramaGods ha contribuito con il loro brano S'OK al progetto dell'album Artists for Charity - Guitarists 4 the Kids, prodotto da Slang Productions per assistere World Vision Canada nell'aiutare i bambini bisognosi.
All'inizio del 2007 i DramaGods iniziarono a dissolversi quando Nuno, Steve e Kevin entrarono a far parte della compagnia musicale di Perry Farrell, Satellite Party, che pubblicò un disco (Ultra Payloaded). Durante il tour successivo, finirono per lasciare la band nel luglio del 2007, quando Nuno e Gary Cherone riformarono gli Extreme definitivamente. Steve Ferlazzo ha continuato a suonare con Avril Lavigne.

## Formazione
- Nuno Bettencourt - chitarra, voce
- Steve Ferlazzo - tastiere
- Joe Pessia - basso elettrico
- Kevin Figueiredo - percussioni

## Discografia

### Come Population 1
- 2002 - Population 1
- 2004 - Sessions from Room 4 (EP)

### Come DramaGods
- 2005 - Love